# كائنات حية دقيقة فعالة
يشير مصطلح الكائنات الحية الدقيقة الفعالة (بالإنجليزية: Effective microorganisms)‏ في المقام الأول إلى الكائنات الحية الدقيقة الهوائية واللاهوائية المختلطة التي يتم تسويقها بغرض استخدامها في مجال الزراعة الصديقة للبيئة أو معالجة المياه أو كمكملات غذائية وطبية.
تكنولوجيا الكائنات الحية الدقيقة الفعالة أو اختصارا "'EM" هي علامات تجارية مسجلة لمنظمة أبحاث الكائنات الحية الدقيقة الفعالة (EMRO)، التي يقع مقرها في أوروما، أوكيناوا، اليابان. حيث تمتلك هذه المنظمة وكلاء تجاريين ومصنعين حول العالم، يقومون بتسويق هظه التكنولوجيا تحت اسم تكنولوجيا «الكائنات الحية الدقيقة الفعالة».
سوقت منتجات تكنولوجيا الكائنات الحية الدقيقة الفعالة (EM) على غرار EM-1 على سبيل المثال، في الأصل بغرض استخدامها في عملية التلقيح الميكروبي. يشتمل الخليط المستخدم على كائنات دقيقة مختلفة مثل: بكتيريا حمض اللاكتيك (الملبنة المجبنة)، بكتيريا التركيب الضوئي (وردامية المستنقعات)، بكتيريا الخميرة (فطريات الخميرة) وغيرها (الكائنات الحية الدقيقة المفيدة الموجودة طبيعيا في البيئة والتي يمكنها النمو في الخليط).
طورت تكنولوجيا الكائنات الحية الدقيقة الفعالة بالأساس للمساهمة في الممارسات الزراعية المستدامة، وتحسين صحة ونظافة الإنسان، وإنتاج السماد وكذا معالجة النفايات، بالإضافة إلى معالجة المياه وإدارة الكوارث الطبيعية، بما في ذلك عمليات التنظيف التي تلي الكوارث الطبيعية (فيضانات بانكوك لسنة 2011،   زلزال وتسونامي المحيط الهندي 2004، زلزال هانشين أواجي الكبير، وإعصار كاترينا).

## الخلفية
طور مفهوم «الكائنات الحية الدقيقة الصديقة» لأول مرة على يد الأستاذ تيرو هيغا في جامعة ريوكيو من محافظة أوكيناوا اليابانية. كان ذلك خلاب ثمانينيات القرن العشرين، عندما ذكر أن مزيجا من نحو 80 كائنا مجهريا مختلفا قادر على التأثير بشكل إيجابي على تحلل المواد العضوية بطريقة تجدد نفسها أثناء عملية تعزيز الحياة. حيث استحضر هيغا مبدأ الهيمنة لشرح تأثيرات الكائنات الحية الدقيقة الفعالة. حافظ خلال ذلك على وجود ثلاث مجموعات من الكائنات الحية الدقيقة: «الكائنات الحية الدقيقة الإيجابية» (التجديد)، «الكائنات الحية الدقيقة السلبية» (تفسخ، الانحلال)، و«الكائنات الدقيقة الانتهازية». وفقا لهيغا، فإنه وفي كل بيئة كانت (تربة، ماء، هواء، أمعاء بشرية)، تعتبر نسبة الكائنات الدقيقة «الإيجابية» و «السلبية» عاملا حاسما، في حين أن الكائنات الدقيقة الانتهازية تتبع دائما التجدد أو الانحلال. نتيجة لذلك، يرى هيغا أنه من الممكن التأثير على البيئة عن طريق إدخال الكائنات الدقيقة «الإيجابية» عليها.

### التحقق من فاعلية الكائنات الحية الدقيقة
تعرض مفهوم الكائنات الحية الدقيقة الفعالة على مر التاريخ للتحدي، لكن أي من الدراسات العلمية لم تؤكد ادعاءاته الرئيسية. نشر هيغا بحلول سنة 1994 دراسة جمعته مع عالم الأحياء الدقيقة جيمس بارا، خلصت إلى أن «القيد الرئيسي... هو مشكلة التناتجية (القدرة على التكرار) وكذا عدم اتساق النتائج». ضمن هذا السياق يذكر بارا وهيغا أن درجة حموضة التربة، والظل، ودرجة حرارة التربة، وفيضانات هي عوامل محددة يمكنها التأثير على الكائنات الحية الدقيقة الفعالة إلى جانب الكائنات الحية الدقيقة المحلية وفيما بينها. يتمثل النهج الموصى به من قبل بار وهيغا في الحفاظ على درجة حموضة التربة ودرجة حرارتها في حدود الظروف الضارة بالكائنات الحية الدقيقة السلبية وإضافة الكائنات الحية الدقيقة الفعالة من أجل إمالة التوازن الإيجابي/السلبي لصالح الكائنات الدقيقة الإيجابية.
في مجال الزراعة، تمت خلال الفترة الممتدة بين سنتي 1993 إلى 2013، دراسة تأثير التطبيق طويل المدى للسماد العضوي بغرض الرفع من خصوبة التربة وتحسين إنتاجية المحاصيل في جامعة الصين الزراعية. حيث أظهرت هذه
التجربة الموثقة أن «استخدام الكائنات الحية الدقيقة الفعالة إلى جانب السماد العضوي، قد أدى إلى زيادة كبيرة في الكتلة الحيوية لقش القمح وحاصل الحبوب والمغذيات مقارنة باستعمال السماد التقليدي فقط والمعالجة بالمراقبة». نفس التجربة أشارت أيضا إلى فعالية كبيرة من جانب الكائنات الدقيقة الفعالة على مصادر التغذية العضوية.
في مجال معالجة المياه، أجرى الباحثون حسين عبد الشافي وآخرون بحلول سنة 2014 فحصا لمختلف عمليات المعالجة المختلطة للمياه الرمادية بغرض إعادة استخدامها. حيث أثبتت هذه الدراسة أن إضافة الكائنات الدقيقة الفعالة قد ساهم في الحد من المواد الصلبة العالقة الكلي (TSS)، بالإضافة إلى المطلوبية الكيميائية للأكسجين (COD) والمطلوبية البيوكيميائية للأكسجين (BOD). وعلاوة على ذلك، خلصت نفس الدراسة إلى حقيقة مفادها أن «إضافة الكائنات الدقيقة الفعالة إلى المياه الرمادية الخام يعزز عملية الترسيب والتهوية بشكل فعال». حيث أن زيادة جرعة الكائنات الدقيقة الفعالة إلى 1.5 مل لكل لتر، مع الرفع من فترة الترسيب إلى 4.5 ساعة متبوعة بفترة تهوية لمدة 90 دقيقة سيمكن من تحسن التدفق النهائي إلى المستوى المسموح به. وهو التدفق النهائي الذي يتوافق مع «التوجيه المصري» فيما يتعلق بإعادة الاستخدام غير المقيد للمياه.
بالإضافة إلى ذلك، أثبتت دراسات أخرى أجريت على مياه الصرف الصحي ليامونا (نهر الغانج في شمال الهند) والمياه المستعملة لمعالجة المطاط، أن للكائنات الدقيقة الفعالة تأثير أيضا على الحد من المطلوبية الكيميائية للأكسجين (COD) وكذا المطلوبية البيوكيميائية للأكسجين (BOD) في مياه الصرف الصحي. في تجربة أخرى قام بها نامسيفايما وآخرون بحلول سنة 2011، تبين أن «الكائنات الدقيقة الفعالة لديها القدرة أيضا على تحسين كفاءة معالجة النفايات المنزلية».

## التطبيقات
تعتمد عملية بوكاشي (سماد بوكاشي) لتحويل النفايات إلى تربة، والتي ابتكرتها وطورها تيرو هيغا على الكائنات الدقيقة الفعالة التجارية تخمير نفايات المطبخ العضوية. لا تظهر المعالجات باستخدام الكائنات الدقيقة الفعالة لسماد البوكاشي، باعتباره سماد حيويا ناتج عن عمل الكائنات الحية الدقيقة الفعال أي تأثير على محتوى التربة من الأحياء الدقيقة. تتعلق الآثار الملاحظة بتأثير الركيزة الحاملة للسماد الغني بالمغذيات المحصل عليها من الكائنات الدقيقة الفعالة في البوكاشي. يمكن للزبادي الطبيعي أو الساوركراوت (الملفوف المخمر) أن يعوض بنجاح نخالة الكائنات الدقيقة الفعالة للبوكاشي التجارية.
في الهند، تم بحلول سنة 2015 استخدام الكائنات الدقيقة الفعالة بغرض محاولة معالجة بعض البحيرات الملوثة بمياه الصرف الصحي في بنغالور. في الهند دائما، وبعد الفيضانات التي شهدتها بانكوك سنة 2011، استخدمت نتيجة الكائنات الحية الدقيقة الفعالة أيضا في محاولات معالجة المياه الملوثة.
خلصت الطرق العلمية لدراسة تطبيقات المضافات لمياه الصرف الصحي إلى أن التأثيرات المفيدة على المدى الطويل تبقى غير مثبتة. تظل النواة المضافة المستخدمة لتحسين أداء أنظمة الصرف الصحي غير قادرة على العمل ذلك أن «كمية البكتيريا التي أدخلت عن طريق جرعات المواد المضافة تبقى غير مهمة بالمقارنة مع العدد الموجود بالفعل في الحمأة البرازية. وبالمثل، في حين أن بعض الإضافات تعمل على منطق إضافة المزيد من العناصر الغذائية إلى الحمأة لإطعام البكتيريا وتعزيز نموها، فإن الحمأة البرازية غنية سلفا بالمغذيات».